# الميجور باربارا
الميجور باربرا (Major Barbara) هي مسرحية من ثلاثة فصول كتبها الكاتب المسرحي الإيرلندي جورج برنارد شو الحاصل على جائزة نوبل في الأدب سنة 1925. ترجمها للعربية محمد طريف فرعون وصدرت عن دار أسامة بدمشق. وعُرضت لأول مرة في العام ذاته، ثم نُشرت سنة 1907. تتناول المسرحية بأسلوب فكري ساخر قضية الأخلاق والمال في المجتمع الصناعي، عبر صراع رمزي بين الإحسان الديني والرأسمالية العسكرية.

## القصة
تدور أحداث المسرحية في لندن، حيث تظهر باربرا أندرشافت، الضابطة المثالية في جيش الخلاص، التي تسعى لإعانة الفقراء والمحتاجين عبر خدمات دينية وخيرية. لكنّ حياتها تنقلب حين يظهر والدها، أندرو أندرشافت، وهو تاجر أسلحة غني لم تره منذ طفولتها، ويساهم بتبرع سخي لجيش الخلاص. ترى باربرا في هذا المال "ثروة ملوثة" وترفضه، ما يدخلها في أزمة أخلاقية.يناقش أندرشافت ابنته قائلاً إن الفقر هو الشر الحقيقي، لا السلاح، وإن توفير فرص العمل والأجور العادلة له تأثير أعظم من مجرد "حساء مجاني" للفقراء. يقترح لاحقًا أن وريث مصنعه يجب أن يكون لقيطًا، وفقًا لتقليد الأسرة، فيرشّح صهره المستقبلي، أودولفوس كوزينز، لذلك الدور.ترافق العائلة أندرشافت إلى مصنعه الضخم، وهناك تكتشف باربرا إمكانيات التأثير الأخلاقي من داخل النظام الرأسمالي لا من خارجه. توافق على الزواج من كوزينز، الذي يصبح وريث المصنع، وتقرر أن تنقل رسالتها الإيمانية إلى العاملين في المؤسسة بدلاً من فقراء الأحياء الفقيرة.

## الشخصيات
- باربرا أندرشافت: الضابطة في جيش الخلاص، بطلة مثالية تواجه أزمة أخلاقية.
- أندرو أندرشافت: والدها، رجل صناعة أسلحة، يمثل الرأسمالية المبررة أخلاقيًا من منظور المصلحة الاجتماعية.
- أودولفوس كوزينز: خطيب باربرا، باحث في الأدب اليوناني، يتحول تدريجيًا إلى وريث أندرشافت.
- ليدي بريتومارت: والدة باربرا، تمثل الطبقة الأرستقراطية البريطانية التقليدية.

## الخلفية والبنية
استوحى شو شخصية ليدي بريتومارت من الكونتيسة روزاليند هاوارد، والدة ماري موري، زوجة الباحث جيلبرت موري، الذي ألهم شخصية كوزينز، بينما كانت باربرا مستوحاة من زوجته.أما شخصية أندرشافت فقد استلهمها شو من صناعيين مثل بازيل زاهاروف، ومجموعة كروب الألمانية، حيث يربط العرض بين الكنيسة والدين والسوق والسلاح في تركيبة رمزية.تُقسم المسرحية إلى ثلاثة فصول، تبدأ في منزل ليدي بريتومارت، ثم تنتقل إلى ملجأ جيش الخلاص في ويستهام، وأخيرًا تنتهي في مصنع أندرشافت للأسلحة في بريفال سانت أندروز.

## التحليل
تُعد "الميجور باربرا" من أبرز المسرحيات التي تجسّد فكر شو النقدي للمجتمع الصناعي وللأخلاق الزائفة. يقدم شو، عبر شخصية أندرشافت، موقفًا معقدًا من قضية الأخلاق في المال، حيث يرى أن "الثروة القذرة" يمكن أن تؤدي إلى خير ملموس، بينما قد يبقى الفقر من دون علاج باسم الطهارة الأخلاقية.يرى نقّاد مثل جوزيف فرانك أن المسرحية تستند إلى بناء رمزي قريب من الكوميديا الإلهية لدانتي، حيث تمثّل الرحلة من البيت إلى المصنع انتقالًا وجوديًا وفلسفيًا.كما قارن آخرون، مثل روبرت جوردان، بين "الميجور باربرا" و"رجل وأعظم من رجل"، في تأملها لفكرة الإرادة العليا أو "القوة الحيوية".

## الإنتاجات والعروض
عُرضت المسرحية لأول مرة على مسرح كورت في لندن عام 1905 بإنتاج من هارلي غرانفيل-باركر الذي لعب دور كوزينز، إلى جانب لويس كالفرت في دور أندرشافت. أما العرض الأمريكي الأول فكان سنة 1915 في مسرح "بلايهاوس" بنيويورك.في عام 1941، أُنتج فيلم مقتبس من المسرحية من بطولة وندي هيلر وريكس هاريسون. لاحقًا توالت العروض في الإذاعة البريطانية والسينما والمسرح، منها إصدار إذاعي شهير سنة 1965 من إخراج هاورد ساكلر وبطولة ماغي سميث وروبرت مورلي.

## صدى نقدي
اعتُبرت المسرحية علامة على تطور مسرح شو من الكوميديا الاجتماعية إلى الدراما الجدلية، وقد أثارت النقاش حول مصادر التمويل الأخلاقي في المؤسسات الدينية والخيرية، وعن العلاقة بين السلطة الصناعية والعمل الاجتماعي. يرى بعض الدارسين، مثل نورما ناتر، أن المسرحية تفضح حالة "الوعي الزائف" لدى الشخصيات التي تخلط بين القيم والمصالح.